# Кен Норитаке
Кен Норитаке (јап. 則武 謙; 18. јул 1922 — 6. март 1994) био је јапански фудбалер.

## Каријера
Током каријере играо је за Nippon Yusen.

## Репрезентација
За репрезентацију Јапана дебитовао је 1951. године.

## Статистика
| Јапан  | Јапан | Јапан |
| Год.   | Ута.  | Гол.  |
| ------ | ----- | ----- |
| 1951   | 1     | 0     |
| Укупно | 1     | 0     |